# إرنست كامبل
إرنست كامبل هو سياسي كندي، ولد في 23 سبتمبر 1903، وتوفي في 13 يوليو 1993 في كندا. حزبياً، نشط في الحزب الكندي التقدمي المحافظ. وقد انتخب عضو مجلس العموم الكندي.